# Съединени американски щати срещу Били Холидей
„Съединени американски щати срещу Били Холидей“ (на английски: The United States vs. Billie Holiday) е американски биографичен филм от 2021 г. за певицата Били Холидей, базиран на книгата „Преследвайки вика: Първите и последните дни на войната с наркотиците“ от Йохан Хари. Режисиран от Лий Даниелс, във филма участват Андра Дей в едноименната роля, Треванте Роудс, Гарет Хедлънд, Лесли Джордан, Мис Лорънс, Адриан Ленокс, Наташа Лион, Роб Морган, Да'Вин Джой Рандолф, Евън Рос и Тайлър Джеймс Уилямс.
Предвиден е да бъде пуснат по кината от Парамаунт Пикчърс, филмът е продаден от Hulu през декември 2020 г. и е дигитално пуснат в САЩ на 26 февруари 2021 г.